# پزشک ارشد
پزشک ارشد (Chief physician) که به آن سرپزشک، مشاور ارشد یا رئیس پزشکان نیز گفته می‌شود، پزشکی است که در سمت مدیریت ارشد در بیمارستان یا مؤسسه دیگر قرار دارد. در بسیاری از موسسات عنوان ارشدترین پزشک کل مؤسسه این است اما گاه پزشک ارشد ممکن است به عنوان ارشدترین پزشک یک بخش خاص در یک مؤسسه بزرگتر نیز استفاده شود. یک پزشک ارشد عموماً مسئول امور پزشکی است و غالباً مافوق سایر پزشکان (از جمله مشاوران و پزشکان معالج) است اما ممکن است مسئولیت سایر گروه‌های حرفه‌ای و حوزه‌های مسئولیتی را نیز بر عهده داشته باشد.
در دوره دستیاری پزشکی (تخصص) نیز عنوان دستیار ارشد یا چیف رزیدنت (Chief resident) به دستیاری گفته می‌شود که به نظارت بر آموزش و فعالیت‌های سایر دستیاران و دانشجویان پزشکی می‌پردازد.